# Uarsciek (sommergibile)
Lo Uarsciek è stato un sommergibile della Regia Marina.

## Storia
Dopo l'ingresso dell'Italia nella seconda guerra mondiale fu inviato tra Grecia, Albania e Jugoslavia; stazionò a meridione di Cefalonia, facendo poi ritorno a Taranto senza aver avvistato unità nemiche.
Il 12 settembre 1940 fu inviato nelle acque dell'Egitto al comando del tenente di vascello Carlo Zanchi, ma si verificò una perdita di vapori di mercurio che intossicò diversi uomini. Anziché rientrare a Taranto come previsto, il sommergibile fu quindi costretto a riparare – il 21 settembre – a Bengasi, ove tutto l'equipaggio fu ricoverato in ospedale.
All'1.40 del 14 giugno 1941, mentre, al comando del capitano di corvetta Raffaello Allegri, era in agguato davanti a Philippeville, individuò un gruppo di unità nemiche e le attaccò con il lancio di tre siluri: una successiva osservazione permise l'avvistamento di un cacciatorpediniere fermo e di un secondo che procedeva a bassa velocità. Non risultano comunque conferme di danneggiamenti.
Verso metà giugno 1942 fu inviato, insieme ad altri tre sommergibili, a formare uno sbarramento tra Capo Ferrat e Capo Bougaroni (costa algerina), in opposizione all'operazione britannica «Harpoon», nell'ambito della Battaglia di mezzo giugno: non riportò comunque avvistamenti.
Ad inizio agosto 1942 fu inviato a sud di Ibiza e Maiorca ed a settentrione dell'Algeria, in un'area compresa tra i meridiani 1°40' E e 2°40' E. Il 10 agosto gli fu ordinato di segnalare l'avvistamento di unità nemiche, e di portarsi all'attacco solo dopo: era infatti iniziata l'operazione britannica «Pedestal», volta a rifornire Malta, operazione poi sfociata nella battaglia di mezzo agosto, e si rendeva necessario che il convoglio inglese venisse attaccato da numerosi sommergibili. L'11 agosto, alle 4.38, fu uno dei primi sommergibili ad individuare la formazione nemica; portatosi all'attacco, lanciò tre siluri contro una portaerei, mancandola. Fu poi bombardato con cariche di profondità per alcune ore; uscito indenne dalla caccia, emerse alle 9.30 e lanciò, con notevole ritardo, il segnale di scoperta. Il 13 agosto, di sera, fu attaccato da aerei, danneggiato ed obbligato al rientro.
L'11 dicembre dello stesso anno (comandante del sommergibile era il tenente di vascello Gaetano Arezzo della Targia) l’Uarsciek lasciò Augusta diretto una cinquantina di miglia a meridione di Malta per attaccare Forza K della Royal Navy, formazione che minacciava le comunicazioni fra l'Italia e la Libia. Alle tre del 14 avvistò la formazione nemica – due incrociatori e tre cacciatorpediniere – e si portò all'attacco con il lancio di due siluri, dai tubi di poppa, contro i cacciatorpediniere Petard (inglese) e Vasilissa Olga (greco); subito dopo s'immerse per evitare la caccia. Furono avvertiti due forti scoppi, ma non sono mai stati confermati danneggiamenti (di sicuro né il Petard né il Vasilissa Olga furono colpiti).
Causa un errore nelle manovre d'immersione rapida, il sommergibile sprofondò molto più in basso del previsto, sino a 160 metri (il doppio della quota di collaudo); per salire ad una quota meno elevata fu immessa aria nei doppifondi, ma fu commesso un altro errore (la quantità d'aria pompata risultò eccessiva) e l’Uarsciek, invece che portarsi ad una quota meno profonda, venne in affioramento, spingendo la torretta fuor d'acqua; facilmente individuato, non ebbe il tempo di tornare molto in profondità prima di essere investito dagli scoppi delle cariche di profondità gettate dai cacciatorpediniere. Pesantemente danneggiato e con infiltrazioni d'acqua, dovette forzatamente emergere e cercare di impegnare le due unità avversarie col cannone ed avviare al contempo le manovre di autoaffondamento; fu però subito spazzato dal tiro di cannoni e mitragliere del Petard e del Vasilissa Olga, che falcidiarono l'equipaggio uccidendo il comandante Arezzo della Targia, il comandante in seconda (sottotenente di vascello Remigio Dapiran), 5 sottufficiali, 5 sottocapi e 6 marinai, e ferendo molti altri uomini; tra l'altro il Petard andò anche accidentalmente ad urtare l'unità italiana.
A questo proposito esiste però anche una seconda versione, diffusa dal medico di bordo del Petard, William Prendergast, e da alcuni superstiti dell’Uarsciek: dopo una prima raffica, che uccise i due ufficiali (Arezzo della Targia e Dapiran) con alcuni altri uomini e bloccò l'effettivo tentativo dell'equipaggio di reagire col cannone, il comandante del cacciatorpediniere inglese – lieutenant commander (capitano di corvetta) Mark Thornton – si sarebbe impadronito di una mitragliatrice e avrebbe aperto il fuoco sui sopravvissuti che si stavano arrendendo, convinto che avrebbero autoaffondato il sommergibile (che intendeva catturare), ordinando al contempo al suo equipaggio di fare lo stesso (ordine che fu eseguito con molta riluttanza dagli uomini del Petard, tanto da dover essere ripetuto due volte). Al rientro della missione, il comandante Thornton fu sbarcato ed assegnato ad un incarico a terra in seguito al rapporto dell'ufficiale medico Prendergast.
L'impianto preposto all'autoaffondamento non funzionò ed il sommergibile, abbandonato dai superstiti (gli ultimi gettarono in mare la bandiera, i documenti segreti ed i cifrari con la relativa macchina, per impedirne la cattura), fu così abbordato e catturato da uomini del Petard. I 30 sopravvissuti furono raccolti, alcuni dopo ore trascorse in acqua, ed il sommergibile fu preso a rimorchio, ma il 15 dicembre, nelle prime ore del mattino, il cavo si spezzò e l’Uarsciek colò a picco impennando la prua.
Il sommergibile aveva svolto 27 missioni di guerra, percorrendo in tutto 19.685 miglia in superficie e 3926 in immersione.